# Liste des circonscriptions électorales de Cleveland
 (août 2023).
Cleveland n'existe plus en tant que county council, ni en Comté cérémoniel, mais le nom de Cleveland continue d'être utilisé officieusement comme un terme pour décrire la zone couverte par l'ancien comté du même nom. 
Les limites des circonscriptions utilisés jusqu'aux Élections générales de 2005 ont été établis quand il était encore un comté. 
La zone est divisée en 6 Circonscription électorale – 5 Borough constituencies et 1 County constituency.

## Circonscriptions
- † Conservateur
- ‡ Labour
- ¤ Liberal Democrat
- UKIP

| Circonscriptions                          | Électeur | Majorité | député | député           | Opposition | Opposition           | Circonscriptions électorales, | Map |
| ----------------------------------------- | -------- | -------- | ------ | ---------------- | ---------- | -------------------- | --- | --- |
| Hartlepool BC                             | 69,516   | 3,024    |        | Iain Wright‡     |            | Phillip Broughton    | Hartlepool Borough Council: Brus, Burn Valley, Dyke House, Elwick, Fens, Foggy Furze, Grange, Greatham, Hart, Owton, Park, Rift House, Rossmere, St Hilda, Seaton, Stranton, Throston.                                                                        |     |
| Middlesbrough BC                          | 61,873   | 12,477   |        | Andy McDonald‡   |            | Nigel Baker          | Middlesbrough Borough Council: Acklam, Ayresome, Beckfield, Beechwood, Brookfield, Clairville, Gresham, Kader, Linthorpe, Middlehaven, North Ormesby and Brambles Farm, Pallister, Park, Thorntree, University.                                               |     |
| Middlesbrough South and East Cleveland CC | 71,154   | 2,268    |        | Tom Blenkinsop‡  |            | Will Goodhand†       | Middlesbrough Borough Council: Coulby Newham, Hemlington, Ladgate, Marton, Marton West, Nunthorpe, Park End, Stainton and Thornton. Redcar and Cleveland Borough Council: Brotton, Guisborough, Hutton, Lockwood, Loftus, Saltburn, Skelton, Westworth.       |     |
| Redcar BC                                 | 64,826   | 10,388   |        | Anna Turley‡     |            | Josh Mason¤          | Redcar and Cleveland Borough Council: Coatham, Dormanstown, Eston, Grangetown, Kirkleatham, Longbeck, Newcomen, Normanby, Ormesby, St Germain’s, South Bank, Teesville, West Dyke, Zetland.                                                                   |     |
| Stockton North BC                         | 66,126   | 8,367    |        | Alex Cunningham‡ |            | Christopher Daniels† | Stockton-on-Tees Borough Council: Billingham Central, Billingham East, Billingham North, Billingham South, Billingham West, Hardwick, Newtown, Northern Parishes, Norton North, Norton South, Norton West, Roseworth, Stockton Town Centre, Western Parishes. |     |
| Stockton South BC                         | 75,109   | 5,046    |        | James Wharton†   |            | Louise Baldock‡      | Stockton-on-Tees Borough Council: Bishopsgarth and Elm Tree, Eaglescliffe, Fairfield, Grangefield, Hartburn, Ingleby Barwick East, Ingleby Barwick West, Mandale and Victoria, Parkfield and Oxbridge, Stainsby Hill, Village, Yarm.                          |     |

## Changements de limites
La Commissions a proposé de conserver ces 6 circonscriptions, avec des changements pour réaligner les limites des circonscriptions avec les limites des quartiers actuels de l'administration locale, et pour réduire la disparité entre les circonscriptions électorales. Ces changements ont été apportés à l'Élections générales de 2010.
| Name | Pre-2010 Limites                          | Post-2010 Limites                                  |
| --- | ----------------------------------------- | -------------------------------------------------- |
| 1. Hartlepool BC 2. Middlesbrough BC 3. Middlesbrough South and East Cleveland CC 4. Redcar BC 5. Stockton North BC 6. Stockton South BC | Parliamentary constituencies in Cleveland | Proposed Parliamentary constituencies in Cleveland |

## Résultats
| 2005 | 2010 | 2015 |
| ---- | ---- | ---- |
|      |      |      |

Le nombre total de suffrages exprimés pour les partis politiques et les candidats indépendants qui avaient présenté des candidats aux élections générales de 2010 au sein de Cleveland était la suivante;
| Parti                                  | Votes   | Votes% | Siège |
| -------------------------------------- | ------- | ------ | ----- |
| Labour                                 | 99,665  | 39.9   | 4     |
| Conservateur                           | 69,116  | 27.7   | 1     |
| Liberal Democrats                      | 53,432  | 21.4   | 1     |
| UKIP                                   | 10,701  | 4.3    |       |
| BNP                                    | 10,284  | 4.1    |       |
| Indépendants                           | 4,900   | 2.0    |       |
| English Democrats                      | 1,129   | 0.5    |       |
| Christian Party                        | 302     | 0.1    |       |
| Trade Unionist and Socialist Coalition | 127     | 0.1    |       |
| Total                                  | 249,656 | 100.0  | 6     |